# Булијана-Вико (Бјела)
Булијана-Вико је насеље у Италији у округу Бијела, региону Пијемонт.
Према процени из 2011. у насељу је живело 442 становника. Насеље се налази на надморској висини од 730 м.